# Władimir Abramow
Władimir Fiodorowicz Abramow (ros. Владимир Фёдорович Абрамов; ur. 1921, zm. 1985) – Rosjanin, radziecki generał major lotnictwa (1959), Bohater Związku Radzieckiego (1944).

## Życiorys
Członek WKP(b) od 1942. Absolwent szkoły lotniczej (1940) i kursów przy Akademii Sztabu Generalnego (1959). Od 1940 pilot myśliwski, w latach 1943-1946 dowódca eskadryli Wojskowych Sił Powietrznych Floty Bałtyckiej. Po wojnie na stanowiskach dowódczych w Wojskowych Siłach Powietrznych Marynarki Wojennej. W latach 1957–1962 dowódca dywizji Wojsk Obrony Przeciwlotniczej. Od 1962 zastępca szefa sztabu samodzielnej armii Wojsk Obrony Przeciwlotniczej. W latach 1964–1974 zastępca szefa Sztabu Głównego Wojsk Obrony Przeciwlotniczej. Od 1974 w rezerwie .

## Odznaczenia
- Złota Gwiazda Bohatera Związku Radzieckiego (22 lipca 1944)
- Order Lenina
- Order Czerwonego Sztandaru (czterokrotnie)
- Order Wojny Ojczyźnianej I klasy (11 marca 1985)
- Order Czerwonej Gwiazdy (dwukrotnie)

I medale.